# پی بزغاله
پی بزغاله یک ستاره است که در صورت فلکی بزغاله قرار دارد.